# Ambovombe
Ambovombe (även: Ambovombe-Androy) är en stad och kommun i regionen Androy i den södra delen av Madagaskar. Kommunen hade 65 402 invånare vid folkräkningen 2018, på en yta av 477,80 km². Den ligger cirka 715 kilometer söder om Antananarivo. Ambovombe är huvudort i regionen Androy och är belägen längs nationalvägen RN 13, med Tolagnaro österut.